# Chileense chinchillarat
De Chileense chinchillarat (Abrocoma bennettii) is een chinchillarat die alleen voorkomt in Chili.